# Mesaptilotus tumidus
Mesaptilotus tumidus är en tvåvingeart som beskrevs av Richards 1963. Mesaptilotus tumidus ingår i släktet Mesaptilotus och familjen hoppflugor.
Artens utbredningsområde är Kongo. Inga underarter finns listade i Catalogue of Life.